# Takanobu Nishi
Takanobu Nishi, född 12 mars 1951, är en japansk bågskytt. Han deltog vid olympiska sommarspelen 1976.